# Mioesferulosis
La mioesferulosis, también conocida como esferulocitosis, es una reacción granulomatosa frente a cuerpo extraño que contiene materia lipídico y sangre.
Pueda ser vista en: 
- Necrosis grasa.[3]
- Malignidad, p. ej. carcinoma de células renales.[4]
- Colocación de tetraciclinas tópicas sobre una base de vaselina en un sitio quirúrgico.

El patrón histopatológico resultante es más inusual e inicialmente se pensó erróneamente que representaba un hongo endosporulante no descrito anteriormente.